# Pierre Amoyal

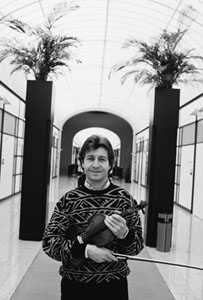
Pierre Amoyal (1992), al Conservatorio di Losanna

Pierre Amoyal (Parigi, 22 giugno 1949) è un violinista francese.

## Biografia
Pierre Amoyal è un violinista e professore francese. Ha studiato con mademoiselle Guillon al Conservatorio di Versailles e poi con Roland Charmy al Conservatorio di Parigi, diplomandosi all'età di 12 anni con un Premier Prix (1961). Ha poi vinto il Prix Ginette Neveu nel 1963 e il 2º premio al Concorso internazionale di violino Niccolò Paganini di Genova nel 1964. All'età di 17 anni si trasferisce a Los Angeles per studiare con Jascha Heifetz. Col celebre violinista ha partecipato a concerti e registrazioni di musica da camera, collaborando anche col violoncellista Pjatigorskij. Durante i cinque anni trascorsi sotto la giuda di Heifetz, ha vinto l'Enescu Prize (1970). 
Nel 1971 lascia gli Stati Uniti e ritorna in Francia; debutta in Europa con Sir Georg Solti e l’Orchestre de Paris all'età di 22 anni; nei successivi anni ha fatto numerose tournée e suonato con direttori importanti: Herbert von Karajan e i Berliner Philharmoniker (1985), Ozawa, Pierre Boulez, Georg Solti, Georges Prêtre, Sanderling, Roshdestvensky, Simon Rattle e Myung-whun Chung e altri. 
Ha tenuto la prima tedesca di L'Arbre des Songes (1985) di Henri Dutilleux con i Berliner Philharmoniker diretti da Lorin Maazel.
È stato professore di violino al Conservatorio di Parigi e al Conservatoire de Lausanne-Haute Ecole de Musique (HEMU) fino al giugno 2014. Poi è stato insegnante al Mozarteum di Salisburgo e in Giappone.
È direttore artistico del Conservatorio di Losanna. 
Dal 1991 ha organizzato le masterclass di violino e pianoforte dell'Accademia di Musica di Losanna. 
Nel 2002 ha fondato l’orchestra d’archi Camerata Lausanne. 
È stato nominato Chevalier des Arts et Lettres nel 1985 e promosso Chevalier de l’Ordre National du Mérite nel 1995. Ha ricevuto il Prix du rayonnement de la Fondation vaudoise pour la culture nel 2002, e il Prix de Lausanne nel 2006.
Ha inciso per la Rca, Emi, Decca, Erato, Harmonia Mundi, Musical Heritage Society, Camerata Records e Cypres.
Nel 1979 acquista lo Stradivari ‘Kochański’ del 1717 che gli è stato rubato nel 1987 e recuperato nel 1991. Le vicissitudini legate al furto e al ritrovamento dello strumento sono state ampiamente descritte nella sua autobiografia pubblicata nel 2004.
Tra i suoi allievi italiani si annovera il violinista Alessio Bidoli.

## Scritti
- Pierre Amoyal, Pour l’amour d’un stradivarius, Paris, Éditions Robert Laffont, 2004
- Pierre Amoyal, Dans la lumière de Heifetz, Entretiens avec Antonin Scherrer, Lausanne, La Bibliothèque des Arts, 2014